# Jules Coulin
Jules Coulin (* 1882; † 25. Juli 1955) war ein Schweizer Kunsthändler und Kunstkritiker.
Jules Coulin betrieb in der 1. Hälfte des 20. Jahrhunderts an wechselnden Adressen in Basel Kunsthandlungen. Er verfasste Monographien (z. B. über Robert Zünd, Frank Buchser, Martin Disteli, Clara von Rappard) und war Autor für die Kunstzeitschrift Der Cicerone. Sein Nachlass beinhaltet Briefe, Arbeiten und Vorträge und befindet sich in der Universitätsbibliothek Basel.
Coulin war Redaktionsleiter für die Zeitschrift Schweizerische Vereinigung für Heimatschutz und schrieb als solcher über die Jahre zahlreiche Artikel. 1929 wurde Albert Baur sein Nachfolger.

## Werke
- Die sozialistische Weltanschauung in der französischen Malerei. Leipzig: Verlag Klinkhardt & Biermann 1909. (Diss. Phil. Universität Bern).
- Der Landschaftsmaler Robert Zünd (1827-1909). Eine Studie. Leipzig: Klinkhardt & Biermann 1912.
- Der Maler Frank Buchser (1828-1890). Ein Beitrag zur Kunstgeschichte der Schweiz. Mit besonderer Berücksichtigung der Buchser-Stiftung in der Oeffentlichen Kunstsammlung zu Basel. Basel: Helbing & Lichtenhahn 1912.
- Schutz der Seeufer. In: Heimatschutz 10 (1915), Heft 10 (Oktober) doi:10.5169/seals-171460, S. 145–149 und S. 161–176.
- Schutz der Seeufer. Bumpliz: Benteli 1916. (Flugschriften der Schweizerischen Vereinigung für Heimatschutz; 1). (Separatdruck).
- mit Martin Disteli: Der Mann von Welt oder Der Grashüpfer. Neudruck der Heuschrecken-Satire im Schweizerischen Bilderkalender für das Jahr 1847 und im Illustrierten Schweizerkalender für 1848. Basel: Benno Schwabe 1919.
- Clara von Rappard. Das Leben einer Malerin. Basel: Frobenius 1920.
- Der Anti-Philister: Maler Distelis Kalender. Basel: Rhein-Verlag 1920.
- Das “Rössli” in Augst und Die St.-Antonius-Kirche in Basel. In: Heimatschutz (22) 1927, Nr. 3 (Mai), S. 34–42 und S. 42–47.
- Frank Buchser, 1828-1890. 23 Kupferdrucke nach Oelbildern und Studien.  Mit einer Einführung von Jules Coulin. Erlenbach-Zürich: Rentsch 1928.
- Nachlass Dr. Theodor Engelmann - Sammlung E[mil] Paravicini und anderer Besitz: Mobiliar, Antiquitäten, Schweizerische Klenmeister, Gemälde holländischer, italienischer und schweizerischer Meister u.a. Grosse Auktion in Basel 14.–16. März 1932. Katalog. Zeitung: Jules Coulin. Basel: Frobenius 1932.